# 史泰登島區政廳

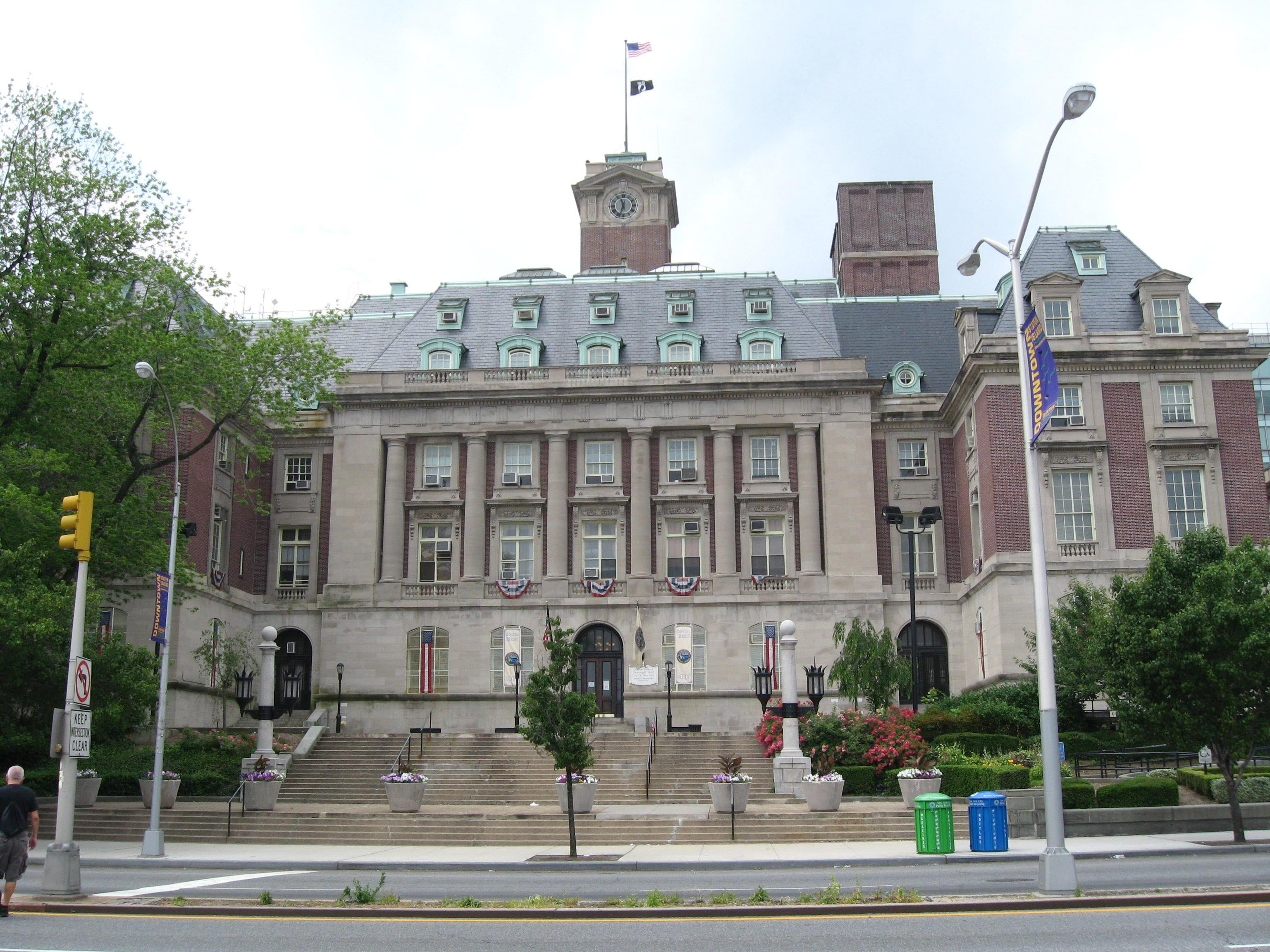

史泰登島區政廳（Staten Island Borough Hall）是美國紐約史泰登島的一座建築，外觀屬於法國文藝復興式建築。這座建築是紐約市地標之一，也是美國的國家史跡名錄。

## 外部連結
- 维基共享资源上的相關多媒體資源：史泰登島區政廳